# Yamaha DX100
Le Yamaha DX100 est un synthétiseur de la famille des DX7 construit par Yamaha utilisant la synthèse FM.
Le DX100 propose quatre opérateurs et huit algorithmes (au lieu des six opérateurs et 32 algorithmes du DX7), il ne dispose que d'un clavier de 49 touches, sans arpégiateur ni effets, mais il est réputé en particulier pour son patch #1 de basse.

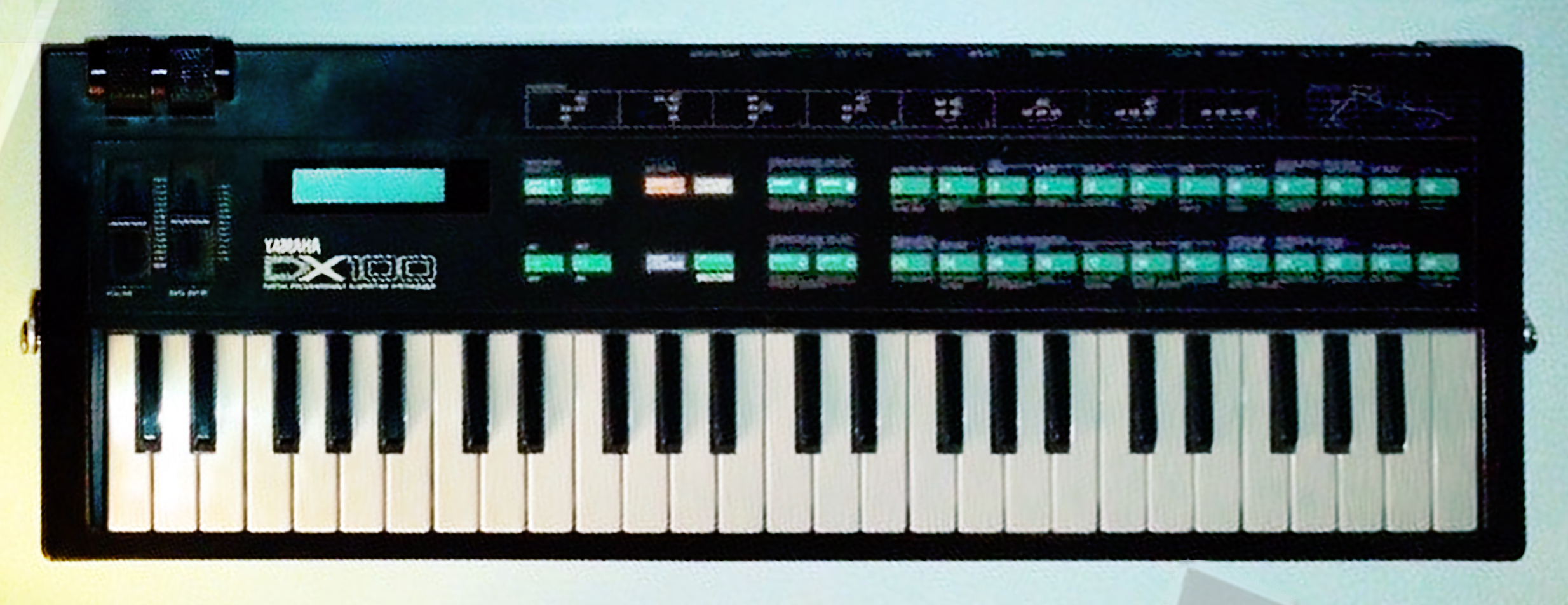

Par sa petite taille, il a aussi la particularité de se jouer avec une bandoulière et créer un jeu de scène bien connu du style des guitares-synthés bien en vogue à la fin des années 1980 et début 1990.
Des musiciens renommés ont su tirer parti de cet instrument, notamment sur des mélodies « solo » jouées sur scène en bandoulière.